# Иниосская бурозубка
Иниосская бурозубка (лат. Sorex tenellus) — вид насекомоядных млекопитающих из семейства землеройковых, распространённое на западе Северной Америки. Имеет сходство с карликовой бурозубкой, но отличается в генетике и распространении.

## Описание
При общей длине 85-103 мм, включая хвост длиной 36-42 мм, этот вид достигает тех же размеров, что и другие упомянутые землеройки. Она немного тяжелее — масса составляет 3,4 до 4,1 г. Летняя шерсть от коричневого до оливково-коричневого цвета на верхней стороне несколько светлее, чем у карликовой бурозубки. Хвост имеет тёмную верхнюю сторону и светлую нижнюю. Нижняя сторона тела светло-серая с коричневыми оттенками. Зимой особи становятся более серыми и светлыми. Зимой нижняя часть тела может быть почти белой. Относится к подроду Otisorex, у представителей которого отсутствует отверстие за нижней челюстью. Зубная формула — I 3/1, C 1/1, P 3/1, M 3/3, в результате чего в зубном ряду 32 зуба. Внутренние резцы заметно крупные. Третий верхний резец, клык и три премоляра образуют ряд одноконечных зубов. В этом ряду третий меньше четвёртого, а пятый меньше третьего.

## Распространение
Обитает в южной Неваде и соседних районах Калифорнии в США и, таким образом, ареал находится западнее, чем у карликовой бурозубки. Обитает в скалистых районах с редкими кустарниками и деревьями, такими как ель Энгельмана. Предпочитает жить вблизи водоёмов, также встречается в холмах и горах, где достигает самых высоких вершин хребта Белые горы — 4344 метра.
Особи активны в любое время года. Рацион состоит из насекомых и других беспозвоночных. Репродуктивное поведение, вероятно, соответствует близкородственным землеройкам.

## Охрана
МСОП относит иниосскую бурозубку к видам вне опасности благодаря стабильности её популяции, присутствию на многочисленных охраняемых территориях и отсутствию серьезных угроз для вида. По оценкам, численность популяции составляет более 10 000 взрослых особей и является стабильной.